# Lepisorus boninensis
Lepisorus boninensis är en stensöteväxtart som beskrevs av Ren-Chang Ching. Lepisorus boninensis ingår i släktet Lepisorus och familjen Polypodiaceae. Inga underarter finns listade.